# ISO 3166-2:HN
ISO 3166-2:HN is een ISO-standaard met betrekking tot de zogenaamde geocodes. Het is een subset van de ISO 3166-2 tabel, die specifiek betrekking heeft op Honduras. 
De gegevens werden tot op 13 december 2011 geüpdatet op het ISO Online Browsing Platform (OBP). Hier worden 18 departementen - department (en) / département (fr) / departamento (es) – gedefinieerd.
Volgens de eerste set, ISO 3166-1, staat HN voor Honduras, het tweede gedeelte is een tweeletterige code.

## Codes
| Code  | Naam              |
| ----- | ----------------- |
| HN-AT | Atlántida         |
| HN-CL | Colón             |
| HN-CM | Comayagua         |
| HN-CP | Copán             |
| HN-CR | Cortés            |
| HN-CH | Choluteca         |
| HN-EP | El Paraíso        |
| HN-FM | Francisco Morazán |
| HN-GD | Gracias a Dios    |
| HN-IN | Intibucá          |
| HN-IB | Islas de la Bahía |
| HN-LP | La Paz            |
| HN-LE | Lempira           |
| HN-OC | Ocotepeque        |
| HN-OL | Olancho           |
| HN-SB | Santa Bárbara     |
| HN-VA | Valle             |
| HN-YO | Yoro              |